# یخچال فتح‌آباد
یخچال فتح‌آباد مربوط به دوره قاجار است و در شهرستان ابرکوه، فتح‌آباد، واقع در اراضی کشاورزی واقع شده و این اثر در تاریخ ۷ مهر ۱۳۸۱ با شمارهٔ ثبت ۶۳۰۵ به‌عنوان یکی از آثار ملی ایران به ثبت رسیده است.